# 레이저 성형수술
레이저성형수술(영어: Laser Surgery in Plastic Surgery)은 성형외과영역의 레이저 외과수술을 말한다. 1970년대 초 성형외과전문의 이스라엘의 카를란교수가 이산화탄소 레이저를 피부암절제와 혈관종치료에 사용하면서부터 시작되었으며, 1994년 성형외과 전문의인 세계레이저의학회 회장 김진왕 박사
를 비롯한 국내 연구진에 의한 극초단파 이산화탄소레이저(영어: Ultra Short Pulsed Carbon Dioxide Laser)를 이용하여 동양인의 레이저 박피술이 시작되면서 본격적인 레이저성형수술 시대가 열리게 되었다. 레이저 안검 성형, 레이저 내시경 성형수술을 비롯한 레이저외과 수련과정이 시작되었고. 1996년 국제아시아태평양레이저의학회가 서울에서 열리면서 다양한 레이저 임상기술과 레이저박피 수술시대를 가속화하였다. 미국에서 실시하는 레이저외과 시술 시험 응시를 국내에서도 할 수 있게 되었다.

## 레이저를 이용한 성형수술의 종류
레이저를 이용한 성형수술에서 제일 중요시하는 부분은 적응증과 금기사항이다.

### 레이저박피술
초단파 고출력 이산화탄소 레이저를 이용하여 주변열조직 손상 없이 표피를 층층이 섬세하게 박피하는 최신 레이저 외과 술기를 말한다.
- 적응증

피부의 병변이 표피에만 있는 경우, 주근깨 검버섯 노인성반점 지루성 각화증 표피성 모반, 외상성 반흔, 여드름흉터, 천연두반흔에 효과적이다. 노화된안면피부 입가주름에 효과적이다.
- 금기증

깊고 넓은 흉터, 기미, 햇빛에 민감한 피부, 비타민 A재제를 복용한 경우, 미백제크림에 민감한경우, 비현실적인 기대감이 있는환자, 정신 중독자, 약물 중독자이다.

### 레이저 박피후 창상치료 피부관리, 성형수술후 레이저를 이용한 피부 관리
레이저박피후 초기에는 피부의 수분이 많아지도록 밀봉요법을 시행하고 후기에는 피부의 보습과 자외선 차단 그리고 자극으로부터의 차단이 시술결과에 매우 중요한 결정적인 영향을 미친다. 최근에는 고주파와 플리스마 분절형 레이저 부분 박피술의 병합으로 부작용을 줄이고 효과를 극대화하는 시술이 잇달아 개발되고 있다. 레이저는 이제 성형수술후 사후 관리에 보편적으로 사용되고 있고 레이저시술후 성형외과적인 사후 관리는 미용성형외과분야에 중요한 비중을 차지하게 되었다.

### 레이저 제모, 혈관종치료, 모반제거
레이저기기가 발전하면서 특정 세포만을 골라서 제거하는 기술이 발전하였고 이에따른 레이저 제모, 혈관종, 모반제거가 이루어지게 되었다.

### 레이저 안검성형
기존의 안검성형과는 달리 레이저를 이용한 쌍꺼풀 성형수술 , 레이저를 이용한 앞트임 뒷트임 성형수술 그리고 하안검 결막하 지방 제거술과 동시레이저박피수술을 이용한 하안검 성형수술이 있다.레이저를 사용할 경우 출혈이 적고 부기가 적어 회복이 빠르다. 최근에는 레이저와 보톡스나 필러 등을 병행한 애교주름 만들기 시술과 눈매교정 시술도 있다. 아이피엘(IPL)이나 고주파(RF)는 레이저는 아니라 할지라도 미국레이저외과헌장에 의한 레이저외과 영역에 포함된다.

### 레이저 내시경을 이용한 안면윤곽성형수술
1998년 레이저 내시경 광대뼈축소수술 및 동시주름제거술 발표이후 레이저를 이용한 출혈이 적고 붓기가 줄어 동시에 하는 성형수술들이 가능하게 되었다.

### 레이저를 이용한 창상치료
저출력 레이저를 이용한 화상 창상 치료술이 있다.

### 레이저 지방 용해술
레이저 지방 용해술 (Laser Hypertonic Pharmachological Lypolysis)은 말 그대로 삼투압이 낮은,특수한 목적으로 지방이 용해되기 쉽도록 만드는 약물을 주사바늘이나 특수한 주입용 관을 통해서 지방조직에 직접 주입하고, 외부에서 지방용해를 용이하게 해주는 특수한 파장의 초음파, 또는 레이저를 조사해 주는 방법을 말한다. 저출력위 레이저와 저장성 투메센트 용액 약물을 이용하여 원하는 부위에 약1000CC 이하의 용액 주사를 한 후 일정시간 지난 후 일정한 전압의 저출력 레이저를 조사하여, 저장성 용액에 의한 지방분해 효과와 순환 촉진 작용 및 저출력 레이저에 의한 지방 분해 효과를 동시에 보고자 하는 비교적 비침습성의 지방분해술로 1998년 제6차 홍콩 국제동양미용성형외과학회(6th OSAPS)에서 김진왕 교수에 의해 처음 보고되었다.

### 레이저 지방 파괴 흡입술
레이저 지방 파괴 흡입술(Laser Lipodestruction)이란 과거의 지방파괴술이 단순히 카눌라에 의존하는 것에 비하여 1064 nm,1340 nm 파장의 엔디 야그 레이저(Nd-Yag Laser)를 이용하여 지방과 지방막을 파괴하고 지방을 흡입하는 방식으로 기존의 지방흡입수술에 비하여 출혈과 통증이 적고 콜라겐 합성이 증가되어 피부의 탄력도를 증강 증진시키는 방법으로 1998년 김진왕 교수에 의해 국제동양미용성형외과학회에 처음으로 보고되었다.

### 레이저 회음부, 소음순 성형
레이저를 이용한 회음부와 소음순등을 출산전 본래의 해부학적인 위치로 복원시키는 수술이다. 대한민국 레이저 질성형, 레이저 소음순성형을 처음 도입한 사람은 리즈산부인과 이형근 박사이다.

### 레이저 광역학 시술

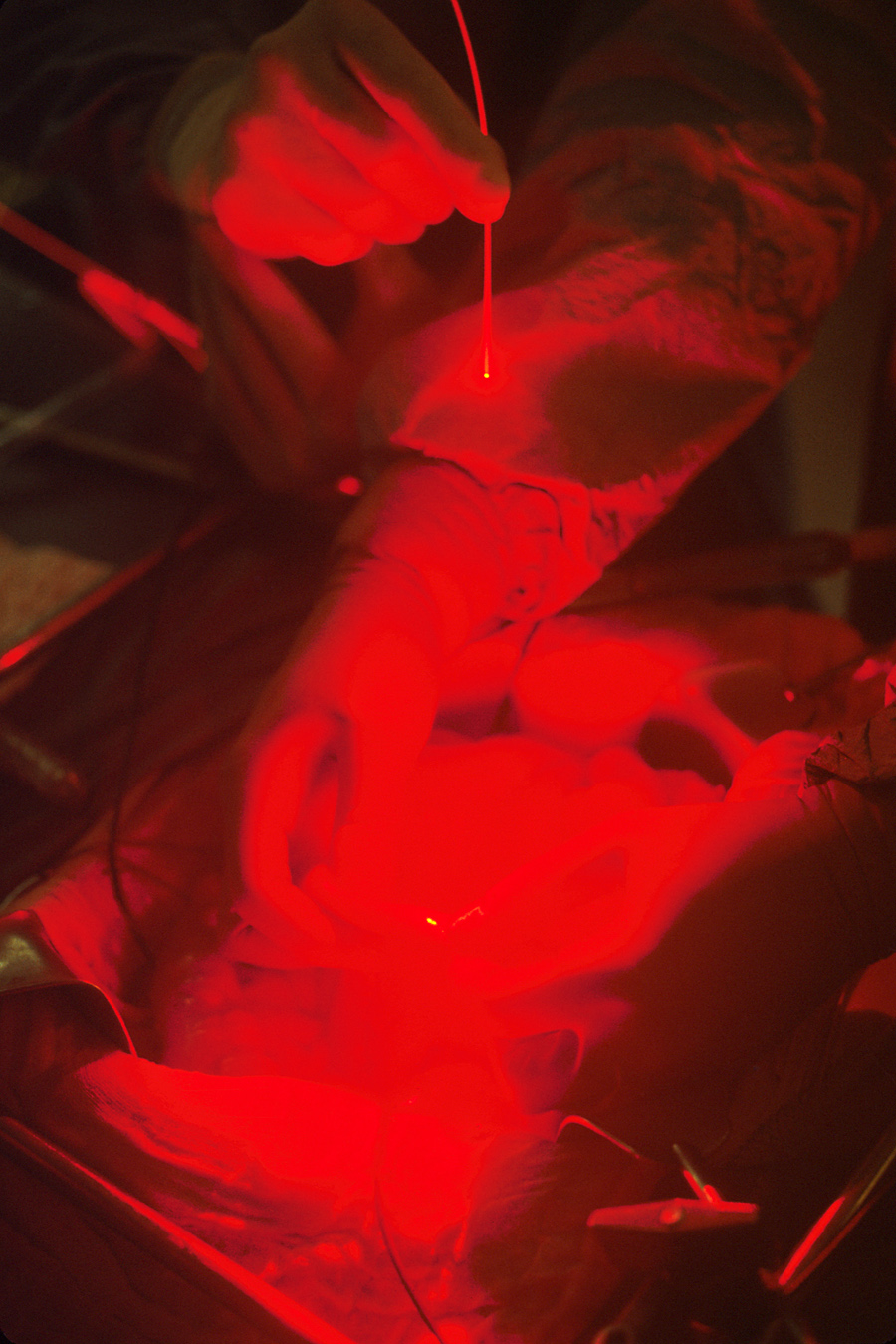
광역학치료란 광감작제를 암세포에 투여한 뒤 레이저조사로 암세포만을 선택적인 궤사시킬수 있는 최신 암 치료법이다.

광역학치료는 표적세포만을 궤사시키는 치료로 표적세포에 침투시키는 광 감작작제 투여가 다른 레이저 시술과 차이점이다. 피부암, 검버섯과 여드름 치료등에 이용된다.

### 레이저를 응용한 성형수술
- 레이저를 이용한 반흔제거
- 레이저를 이용한 지방용해술
- 레이저 정맥류 혈관종 치료
- 레이저를 이용한 모반제거
- 레이저를 이용한 제모수술
- 레이저를 이용한 모발이식

## 참고 문헌
- 1~12회 국제아시아태평양레이저의학회 초록집
- 1회 세계아시아태평양미용성형외과학회 초록집
- 1~28회 미국레이저의학회 초록집
- 1~17회 세계레이저의학회 초록집
- 《레이저성형》. 군자출판사. 2008년. ISBN 9788970893518. 2000년 2월 20일 확인에 확인함.
- 대한광역학학회 (2007년). 《광역학치료》. 고려의학. ISBN 9788970435558. 2009년 2월 19일에 확인함.
- 《미용성형 - 부위별 미인만들기》. 군자출판사. 2002년. ISBN 897089277X. 2009년 2월 20일에 확인함.
- 연세대학교 대학원 2001년 박사학위 논문집: 저자 김진왕 "이산화탄소 레이저가 인체피부의 색깔 변화, 박피 깊이 및 조직학적 반응에 미치는 영향"[12]
- 미국레이저의학회지
- 세계미용성형외과학회지
- 세계레이저의학회지